# Formule exponentielle
En combinatoire, la formule exponentielle (appelée expansion du polymère en physique) établit que la fonction génératrice exponentielle pour les structures sur des ensembles finis est l'exponentielle de la fonction génératrice exponentielle pour les structures connectées (voir la théorie des espèces combinatoires (en)). La formule exponentielle est un cas particulier de la formule de Faà di Bruno appliquée aux séries entières.

## Définition
Pour toute série formelle de la forme
{\displaystyle f(x)=a_{1}x+{a_{2} \over 2}x^{2}+{a_{3} \over 6}x^{3}+\cdots +{a_{n} \over n!}x^{n}+\cdots \,}
On a
{\displaystyle \exp f(x)=\mathrm {e} ^{f(x)}=\sum _{n=0}^{\infty }{b_{n} \over n!}x^{n},\,}
où
{\displaystyle b_{n}=\sum _{\pi =\left\{\,S_{1},\,\dots ,\,S_{k}\,\right\}}a_{\left|S_{1}\right|}\cdots a_{\left|S_{k}\right|},}
et l'indice π parcourt la liste de toutes les partitions {S1,..., Sk} de l'ensemble {1,..., n}. (Lorsque k = 0, le produit est vide et par définition égal à 1).
On peut écrire la formule sous la forme suivante :
{\displaystyle b_{n}=B_{n}(a_{1},a_{2},\dots ,a_{n}),}
Et ainsi
{\displaystyle \exp \left(\sum _{n=1}^{\infty }{a_{n} \over n!}x^{n}\right)=\sum _{n=0}^{\infty }{B_{n}(a_{1},\dots ,a_{n}) \over n!}x^{n},}
où Bn(a1,..., an) est le n-ième polynôme de Bell complet.
Autre possibilité, la formule exponentielle peut être écrite en utilisant l'indice de cycle du groupe symétrique, comme suit :{\displaystyle \exp \left(\sum _{n=1}^{\infty }a_{n}{x^{n} \over n}\right)=\sum _{n=0}^{\infty }Z_{n}(a_{1},\dots ,a_{n})x^{n},}
où Zn représente le polynôme d'indice de cycle, pour le groupe symétrique {\displaystyle {\mathfrak {S}}_{n}} défini comme :
{\displaystyle Z_{n}(x_{1},\cdots ,x_{n})={\frac {1}{n!}}\sum _{\sigma \in {\mathfrak {S}}_{n}}x_{1}^{\sigma _{1}}\cdots x_{n}^{\sigma _{n}}}et {\displaystyle \sigma _{j}} désigne le nombre de cycles de {\displaystyle \sigma } de taille {\displaystyle j\in \{1,\cdots ,n\}}. Ceci est une conséquence de la relation générale entre Zn et les polynômes de Bell :
{\displaystyle Z_{n}(x_{1},\dots ,x_{n})={1 \over n!}B_{n}(0!\,x_{1},1!\,x_{2},\dots ,(n-1)!\,x_{n}).}

## Exemples
- {\displaystyle b_{3}=B_{3}(a_{1},a_{2},a_{3})=a_{3}+3a_{2}a_{1}+a_{1}^{3},} parce qu'il y a
  - une partition de l'ensemble { 1, 2, 3 } qui a un seul bloc de taille 3 ;
  - trois partitions de { 1, 2, 3 } qui le divisent en un bloc de taille 2 ;
  - un bloc de taille 1, et une partition de { 1, 2, 3 } qui la divise en trois blocs de taille 1.

Cela découle également de {\displaystyle Z_{3}(a_{1},a_{2},a_{3})={1 \over 6}(2a_{3}+3a_{1}a_{2}+a_{1}^{3})={1 \over 6}B_{3}(a_{1},a_{2},2a_{3})}, puisqu'on peut écrire le groupe {\displaystyle {\mathfrak {S}}_{3}} comme {\displaystyle {\mathfrak {S}}_{3}=\{(1)(2)(3),(1)(23),(2)(13),(3)(12),(123),(132)\}}, en utilisant la notation cyclique pour les permutations.
- Si {\displaystyle b_{n}=2^{n(n-1)/2}} est le nombre de graphes dont les sommets sont un ensemble donné de n points, alors an est le nombre de graphes connectés dont les sommets sont un ensemble donné de n points.
- Il existe de nombreuses variantes de l'exemple précédent où le graphe a certaines propriétés : par exemple, si bn compte des graphes sans cycles, alors an compte des arbres (graphes connectés sans cycles).
- Si bn compte les graphes orientés dont les arêtes (plutôt que les sommets) sont un ensemble donné de n points, alors an compte les graphes orientés connectés avec cet ensemble d'arêtes.

## Applications
Dans les applications, les nombres an comptent souvent le nombre d'une sorte de structure « connexe » sur un ensemble à n points, et les nombres bn comptent le nombre de structures (éventuellement non connexes). Les nombres bn / n! comptent les classes d'isomorphisme de structures sur n points, chaque structure étant pondérée par l'inverse de son groupe d'automorphismes, et les nombres an / n! comptent les classes d'isomorphisme des structures connexes de la même manière.
En théorie quantique des champs et en mécanique statistique, les fonctions de partition Z, ou plus généralement les fonctions de corrélation, sont données par une somme formelle sur des diagrammes de Feynman. La formule exponentielle montre que log(Z) peut être écrit comme une somme sur des diagrammes de Feynman connexes, en termes de fonctions de corrélation connexes.